# Dead Presidents (Film)
Dead Presidents, auch Dead Presidents – Der Weg durch die Hölle, ist ein US-amerikanischer Action-Thriller aus dem Jahr 1995. Regie führten die Gebrüder Albert und Allen Hughes, die auch an der Story des Filmes beteiligt und als Produzenten tätig waren. Die Hauptrollen spielten Larenz Tate, Keith David und Chris Tucker.
Die Weltpremiere fand am 29. September 1995 in New York statt. Am 4. Oktober kam Dead Presidents in die US-Kinos. Die Deutschlandpremiere war am 24. Oktober 1996.

## Handlung
Im Jahr 1968 meldet sich Anthony Curtis, ein 18-jähriger Afro-Amerikaner aus der Bronx, der vor kurzem seinen High-School-Abschluss gemacht hat, mit seinen beiden Freunden José und Skip zum Kriegsdienst nach Vietnam. Drei Jahre später kehrt er in seine Heimat zurück. Dort muss er aber feststellen, dass er nicht als Held behandelt wird. Vielmehr verliert er seinen Job, so dass er seiner Tochter nicht die Unterstützung geben kann, die er ihr gern geben würde.
Anthony, Skip, José sowie Anthonys enger Freund Kirby und ihre neuen Bekannten Delilah und Cleon wollen sich rächen. Sie planen, einen gepanzerten Transporter zu überfallen und die Federal Reserve Bank von Brooklyn auszurauben. Doch der Coup geht schief: Der Transporter explodiert, José und Delilah werden bei einem Schusswechsel mit der Polizei erschossen. Anthony, Kirby und Cleon werden verhaftet und Skip stirbt in seinem Appartement an einer Überdosis Heroin.

## Trivia
- Im Film wird 247-mal das Wort Fuck und dessen Variationen erwähnt.
- Die Gebrüder Hughes haben schon mit Menace II Society ein gewalttätiges Drama aus der amerikanischen Ghettoszene gezeichnet.
- Dieser Film zeigt Chris Tucker in seiner ersten und bisher einzigen dramatischen Rolle.

## Einspielergebnisse
Bei einem Produktionsbudget von 14 Mio. US-Dollar nahm der Film ca. 24 Mio. US-Dollar ein.

## Auszeichnungen
- 1996: Image Awards, nominiert in der Kategorie Bestes Album für Danny Elfman
- 1996: Karlovy Vary International Film Festival, nominiert in der Kategorie Beste Regie für Allen und Albert Hughes